# Scoturius taeniatus
Scoturius taeniatus är en spindelart som beskrevs av Mello-Leitao 1917. Scoturius taeniatus ingår i släktet Scoturius och familjen hoppspindlar. Inga underarter finns listade i Catalogue of Life.